# ليغتستريت (بنسلفانيا)
ليغتستريت (بالإنجليزية: Lightstreet CDP, Pennsylvania)‏ هي منطقة سكنية تقع بولاية بنسلفانيا في الولايات المتحدة. تبلغ مساحتها 2.56 كم2، وترتفع عن سطح البحر 167.64000000000001 م، بلغ عدد سكانها 1,093 نسمة في عام 2010 حسب إحصاء مكتب تعداد الولايات المتحدة وتصل الكثافة السكانية فيها 427 نسمة لكل كيلومتر مربع (1,105.9/ميل2).

## التركيبة السكانية
حدّد مكتب تعداد الولايات المتحدة بيانات التركيبة السكانية لليغتستريت في تعداد الولايات المتحدة. في ما يلي، التركيبة السكانية حسب تعدادي 2000 و2010.

### تعداد عام 2000
بلغ عدد سكان ليغتستريت 881 نسمة بحسب تعداد عام 2000، وبلغ عدد الأسر 405 أسرة وعدد العائلات 256 عائلة مقيمة في المنطقة السكنية. في حين سجلت الكثافة السكانية 344.1 نسمة لكل كيلومتر مربع (891.2/ميل2). وبلغ عدد الوحدات السكنية 430 وحدة بمتوسط كثافة قدره 168 لكل كيلومتر مربع (435.1/ميل2).
وتوزع التركيب العرقي للمنطقة السكنية بنسبة 99.09% من البيض و0.45% من الأمريكيين ذوي الأصول الآسيوية و0.23% من سكان جزر المحيط الهادئ و0.11% من الأعراق الأخرى و0.11% من عرقين مختلطين أو أكثر و0.34% من الهسبانيون أو اللاتينيون من أي عرق.
بلغ عدد الأسر 405 أسرة كانت نسبة 24.4% منها لديها أطفال تحت سن الثامنة عشر تعيش معهم، وبلغت نسبة الأزواج القاطنين مع بعضهم البعض 52.3% من أصل المجموع الكلي للأسر، ونسبة 8.6% من الأسر كان لديها معيلات من الإناث دون وجود شريك، بينما كانت نسبة 2.2% من الأسر لديها معيلون من الذكور دون وجود شريكة وكانت نسبة 36.8% من غير العائلات. تألفت نسبة 33.6% من أصل جميع الأسر من عدة أفراد يعيشون في نفس المنزل ونسبة 21% كانت تتألف من شخص يعيش بمفرده يبلغ من العمر 65 عاماً أو أكثر. وبلغ متوسط حجم الأسرة المعيشية 2.18، أما متوسط حجم العائلات فبلغ 2.76.
بلغ العمر الوسطي للسكان 46.1 عاماً. وكانت نسبة 20% من القاطنين تحت سن الثامنة عشر، وكانت نسبة 6.2% بين الثامنة عشر والرابعة والعشرين عاماً، ونسبة 22% كانت واقعةً في الفئة العمرية ما بين الخامسة والعشرين والرابعة والأربعين عاماً، ونسبة 25.9% كانت ما بين الخامسة والأربعين والرابعة والستين، ونسبة 25.9% كانت ضمن فئة الخامسة والستين عاماً فما فوق. يوجد لكل 100 أنثى 85.1 ذكر، ويوجد لكل 100 أنثى في الثامنة عشر من عمرها فما فوق 78.9 ذكر.
بلغ متوسط دخل الأسرة في المنطقة السكنية 29,375 دولارًا، أما متوسط دخل العائلة فبلغ 50,208 دولارًا. وكان متوسط دخل الذكور 25,417 دولارًا مقابل 25,313 دولارًا للإناث. وسجل دخل الفرد الخاص بالمنطقة السكنية 19,071 دولارًا. وكانت نسبة 0% من العائلات ونسبة 6.1% من السكان تحت خط الفقر، وكان من هؤلاء نسبة 0% تحت سن الثامنة عشر ونسبة 8.3% في الخامسة والستين من العمر وما فوق.

### تعداد عام 2010
بلغ عدد سكان ليغتستريت 1,093 نسمة بحسب تعداد عام 2010، وبلغ عدد الأسر 515 أسرة وعدد العائلات 306 عائلة مقيمة في المنطقة السكنية. في حين سجلت الكثافة السكانية 427 نسمة لكل كيلومتر مربع (1,105.9/ميل2). وبلغ عدد الوحدات السكنية 540 وحدة بمتوسط كثافة قدره 210.9 لكل كيلومتر مربع (546.2/ميل2).
وتوزع التركيب العرقي للمنطقة السكنية بنسبة 96.52% من البيض و0.46% من الأمريكيين الأفارقة و0.18% من الأمريكيين الأصليين و1.56% من الأمريكيين ذوي الأصول الآسيوية و1.28% من عرقين مختلطين أو أكثر و0.27% من الهسبانيون أو اللاتينيون من أي عرق.
بلغ عدد الأسر 515 أسرة كانت نسبة 23.5% منها لديها أطفال تحت سن الثامنة عشر تعيش معهم، وبلغت نسبة الأزواج القاطنين مع بعضهم البعض 48.7% من أصل المجموع الكلي للأسر، ونسبة 8.5% من الأسر كان لديها معيلات من الإناث دون وجود شريك، بينما كانت نسبة 2.1% من الأسر لديها معيلون من الذكور دون وجود شريكة وكانت نسبة 40.6% من غير العائلات. تألفت نسبة 34.8% من أصل جميع الأسر من عدة أفراد يعيشون في نفس المنزل ونسبة 19.4% كانت تتألف من شخص يعيش بمفرده يبلغ من العمر 65 عاماً أو أكثر. وبلغ متوسط حجم الأسرة المعيشية 2.12، أما متوسط حجم العائلات فبلغ 2.73.
بلغ العمر الوسطي للسكان 49.6 عاماً. وكانت نسبة 18.1% من القاطنين تحت سن الثامنة عشر، وكانت نسبة 6.4% بين الثامنة عشر والرابعة والعشرين عاماً، ونسبة 19.4% كانت واقعةً في الفئة العمرية ما بين الخامسة والعشرين والرابعة والأربعين عاماً، ونسبة 29.7% كانت ما بين الخامسة والأربعين والرابعة والستين، ونسبة 26.3% كانت ضمن فئة الخامسة والستين عاماً فما فوق. وتوزع التركيب الجنسي للسكان بنسبة 46.1% ذكور و53.9% إناث.